# Iolaus canissus
Iolaus canissus är en fjärilsart som beskrevs av William Chapman Hewitson 1873. Iolaus canissus ingår i släktet Iolaus och familjen juvelvingar. Inga underarter finns listade i Catalogue of Life.